# Eero Kolehmainen
Eero Johannes Kolehmainen (Anttola, 1918. március 24. – Mikkeli, 2013. december 7.) olimpiai ezüstérmes finn sífutó.

## Pályafutása
Az 1952-es oslói téli olimpián ezüstérmet szerzett 50 km-es sífutásban. Négy évvel később, a Cortina d’Ampezzó-i olimpián pedig 4. lett ugyanebben a versenyszámban. 1957-ben megnyerte a holmenkolleni sífesztivál 50 km-es sífutó számát. Kolehmainen 1958-ban ötödik helyezést ért el az északisí-világbajnokságon 50 km-en, és ez a mai napig a legjobb finn eredmény.

## Sikerei, díjai
50 km-es sífutás
- Olimpiai játékok
  - 2.: 1952, Oslo
  - 4.: 1956, Cortina d’Ampezzo
- Északisí-világbajnokság
  - 5.: 1958, Lahti